# Championnat d'Afrique des nations féminin de handball 1981
Navigation
Championnat d'Afrique des nations 1979 Championnat d'Afrique des nations 1983
La 4e édition du Championnat d'Afrique des nations féminin de handball a lieu du 18 juillet au 1er août 1981 à Tunis (Tunisie). Le tournoi réunit les meilleures équipes féminines de handball en Afrique. Ce championnat sert de qualification pour les championnats du monde 1982.

## Phase de groupe

### Groupe A
|   | Équipe        | Pts | J | G | N | P | Bp | Bc | Diff |
| - | ------------- | --- | - | - | - | - | -- | -- | ---- |
| 1 | RP Congo      | 4   | 2 | 2 | 0 | 0 | 00 | 00 |      |
| 2 | Côte d'Ivoire | 2   | 2 | 1 | 0 | 1 | 00 | 00 |      |
| 3 | Égypte        | 0   | 2 | 0 | 0 | 2 | 19 | 24 | -5   |

| Date            | Nation 1      | Score   | Nation 2      |
| --------------- | ------------- | ------- | ------------- |
| 19 juillet 1981 | Côte d'Ivoire | 12 – 9  | Égypte        |
| 25 juillet 1981 | RP Congo      | 12 – 10 | Égypte        |
| 28 juillet 1981 | RP Congo      | ?? – ?? | Côte d'Ivoire |

### Groupe B
|   | Équipe  | Pts | J | G | N | P | Bp | Bc | Diff |
| - | ------- | --- | - | - | - | - | -- | -- | ---- |
| 1 | Tunisie | 5   | 3 | 2 | 1 | 0 | 45 | 31 | 14   |
| 2 | Nigeria | 4   | 3 | 1 | 2 | 0 | 49 | 33 | 16   |
| 3 | Algérie | 3   | 3 | 1 | 1 | 1 | 39 | 39 | 0    |
| 3 | Angola  | 0   | 3 | 0 | 0 | 3 | 36 | 66 | -30  |

| Date            | Nation 1 | Score   | Nation 2 |
| --------------- | -------- | ------- | -------- |
| 17 juillet 1981 | Tunisie  | 17 – 10 | Angola   |
| 18 juillet 1981 | Algérie  | 09 – 09 | Nigeria  |
| 21 juillet 1981 | Algérie  | 20 – 13 | Angola   |
| 21 juillet 1981 | Tunisie  | 11 – 11 | Nigeria  |
| 24 juillet 1981 | Tunisie  | 17 – 10 | Algérie  |
| 25 juillet 1981 | Nigeria  | 29 – 13 | Angola   |

## Phase finale
| Match                  | Date            | Nation 1 | Score   | Nation 2      |
| ---------------------- | --------------- | -------- | ------- | ------------- |
| Finale                 | 30 juillet 1981 | RP Congo | 11 – 10 | Tunisie       |
| Match pour la 3e place | 30 juillet 1981 | Nigeria  | 12 – 09 | Côte d'Ivoire |
| Match pour la 5e place | 30 juillet 1981 | Algérie  | 17 – 16 | Égypte        |

## Classement final
| Classement                  | Pays          |
| --------------------------- | ------------- |
| Médaille d'or, Afrique      | RP Congo      |
| Médaille d'argent, Afrique  | Tunisie       |
| Médaille de bronze, Afrique | Nigeria       |
| 4                           | Côte d'Ivoire |
| 5                           | Algérie       |
| 6                           | Égypte        |
| 7                           | Angola        |